# Ansys
ANSYS är ett amerikanskt företag som utvecklar och säljer programvara för design, konstruktion och simulering. Företaget grundades 1970, har sitt huvudkontor i Pennsylvania, USA och omsatte 2013 ca 866 miljoner dollar. Det är noterat på NASDAQ och har ca 4 900 anställda. I Sverige har företaget kontor i Stockholm och Göteborg. Vid årsskiftet 2022/2023 köpte Ansys DYNAmore GmbH inklusive det svenska dotterbolaget DYNAmore Nordic AB, med kontor i Linköping och Göteborg.
Företagets programvara används vid forskning och utveckling, till exempel för att förutse hur en ny produkt kommer fungera redan innan den byggs. Programvarorna kan använda så kallad multifysik, vilket innebär att de kan simulera hur flera sorters fysik interagerar för att påverka en produkt. 